# Мейер, Макс Вильгельм
Макс Вильгельм Мейер (нем. Max Wilhelm Meyer; 15 февраля 1853, Брауншвейг, Германский союз — 17 декабря 1910, Бо́цен, Мерано, Австро-Венгрия) — немецкий астроном, натуралист и писатель. Один из основателей и директор астрономического общества «Урания». Член Германской академии естествоиспытателей «Леопольдина».

## Биография
Макс Карл Георг Вильгельм Мейер родился 15 февраля 1853 года в Брауншвейге у стекольного мастера Георга Мейера (ок. 1810 — ок. 1870). Несколько лет своей молодости он провёл в семье своего дяди Генриха Карла Георга Мейера, мастера железной дороги в Майнхольцене около Брауншвейга. Он был известен своей коллекцией окаменелостей, которых насчитывалось около 2000. Вероятно, что именно он вдохновил научный интерес своего племянника. Мейер бросил школу в 1867 году. Впоследствии прошёл стажировку в качестве книготорговца. В 1871 году он работал в обсерватории в Геттингене и переехал в Лейпциг, чтобы изучать астрономию.
В 1875 году за свою диссертацию «Ueber Doppelsterne» по двойным звездам Мейер получил докторскую степень в университете Цюриха и на следующий год был назначен приват-доцентом по астрономии. После путешествия в Неаполь, Помпеи и Капри он работал ассистентом в Женевской обсерватории с 1877 по 1882 год, где вскоре сделался одним из её руководителей и стал читать лекции по астрономии в качестве профессора в университете Женевы.
Мейер планировал свое будущее как писатель. В это время его первый фельетон появился во Frankfurter Zeitung.
В 1883 году он приезжает в Вену (здесь он вычислил данные нескольких тысяч солнечных затмений), где в мае 1884 года он женится. В 1885 году Мейер переезжает в Берлин и в июне 1886 года у него рождается сын Эрнст. Мейер писал два года по пять статей в месяц для газеты Berliner Tageblatt.
В 1888 году совместно с изобретателем Вернером фон Сименсом и астрономом Вильгельмом Фёрстером он основал астрономическое общество Урания, имеющего целью популяризировать знания по астрономии, директором которого он был до 1897 года. В здании общества «Урания», которое находилось в районе Моабит, Мейер реализовал свою идею о «научном театре». Для неё для он прибегал к театральным приемам, которые он уже испытал на венской садоводческой выставке и разработал с помощью театрального техника Карла Лаутеншлягера.
С 1889 года Мейер редактирует журналы «Небо и земля» (нем. Himmel und Erde), а также «Иллюстрированный журнал естественных наук» (нем. Illustrierte Naturwissenschaftliche Monatsschrift) основанного им общества. В 1890 году он был избран членом Германской академии естествоиспытателей «Леопольдина». Из-за спора с Вильгельмом Фёрстером он потерял работу в «Урании» и переехал на Капри и в Цюрих.
Мейер писал стихи, рассказы и пьесы на протяжении всей своей жизни. Творческая драма «До конца света» (нем. Bis ans Ende der Welt) была исполнена во многих городах Германии. Он владел очень обширной естественнонаучной коллекцией.

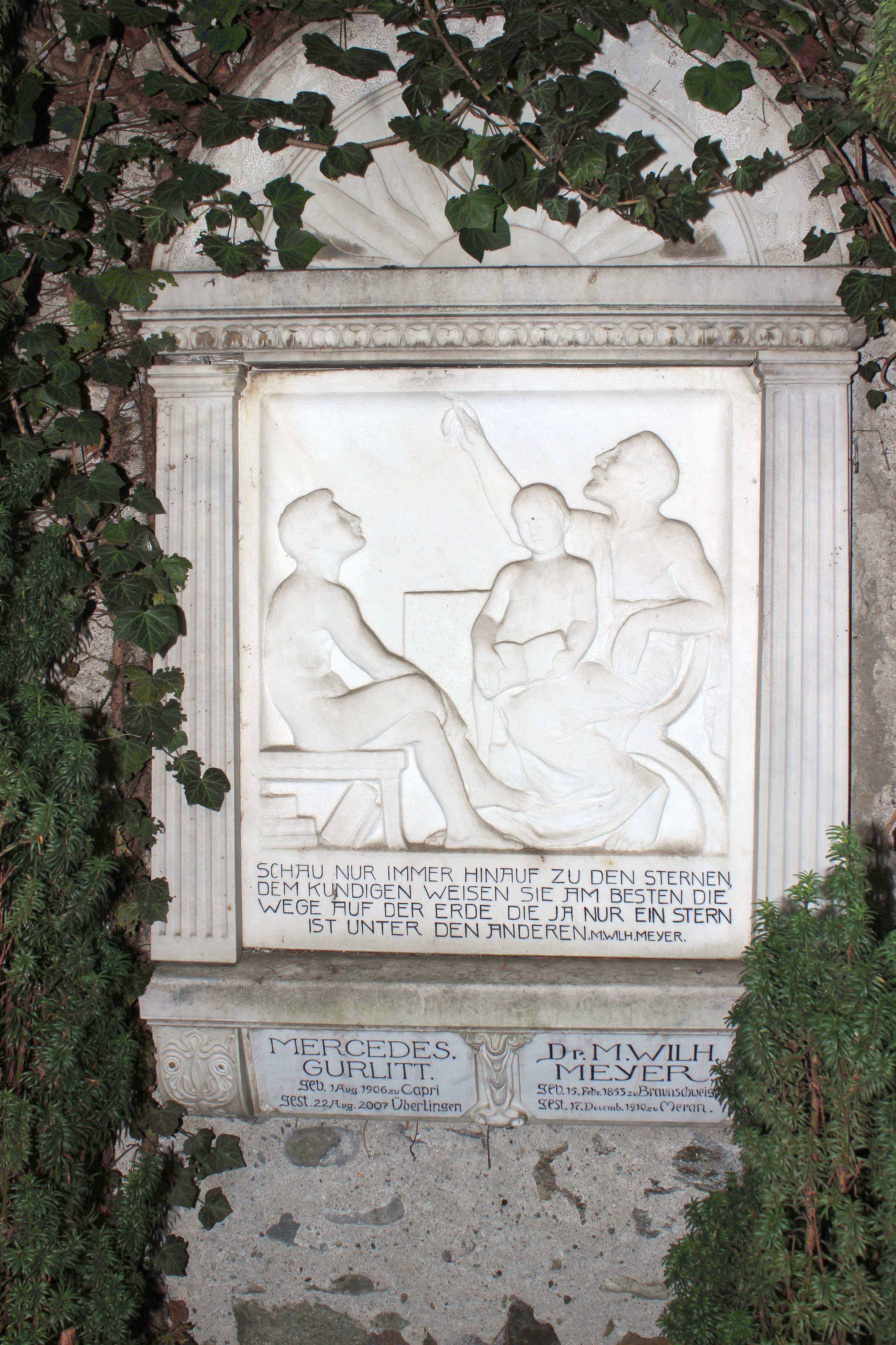
Надгробие М. В. Мейера на протестантском кладбище в Меране.

## Путешествия
В 1906 году Макс Вильгельм Мейер также работал в качестве журналиста-путешественника для журнала «Космос, Путеводитель для любителей природы» (нем. Kosmos, Handweiser für Naturfreunde). В статье «Пешие прогулки и путешествия. У счастливого Нила» (нем. Wandern und Reisen. Am glücklichen Nil) описывается как доктор Мейер переживает свое путешествие в Египет (предположительно, в основном, для астрономического интереса), а также прилагаются фотографии к его тексту. В пятистраничной статье рассматривается типичная колониальная позиция, которая считает арабов дружелюбными, жизнерадостными, но отсталыми людьми.

## Отзывы современников
Русский писатель Александр Блок так отзывался о совместной книге М. Горького и В. Мейера «Землетрясение в Калабрии и Сицилии» (Изд. «Знание», СПб., 1909 г.): 

«Максим Горький и профессор Вильгельм Мейер написали очень непритязательную книгу, посвященную, главным образом, живому описанию всего виденного и слышанного в Мессине и Калабрии в несчастный канун этого года. Здесь сообщаются факты, отчасти памятные по газетным отчетам, но материал безмерно больше, а главное — живее и непосредственнее. Любой факт, сообщаемый этой книгой, производит впечатление неизгладимое и безмерно превосходящее все выдуманные ужасы современных беллетристов…»— А.А. Блок. Горький о Мессине. Впервые опубликовано: "Речь", 1909, 26 октября.
.
Астроном и редактор его трудов в России профессор Сергей Павлович Глазенап писал, что Мейер сочетал в себе превосходные административные знания с выдающимися научными заслугами и талантом в популяризации наук. Именно благодаря этому его избрали в директора общества «Урания» и именно это поставило общество на должную высоту. Профессор указывал на выдающееся положение, которое занимал автор в научной литературе того времени. По его мнению в своих трудах Мейер ставил своей задачей познакомить читателя с современными знаниями в области астрономии и выполнил её самым блестящим образом, знакомя читателя со всеми открытиями и воззрениями своего времени.

## Сочинения

#### На немецком языке
- Selbstbiographisches vom Himmel.
- Die Entstehung der Erde und des Irdischen. 1888.
- Mußestunden eines Naturfreundes.
 Skizzen und Studien über himmlische und irdische Dinge. 1891.
- Illustrirter Leitfaden der Astronomie, Physik und Mikroskopie in
 Form eines Führers durch die Urania zu Berlin 1892.
- Das Weltgebäude. Eine gemeinverständliche Himmelskunde. 1898.
- Der Untergang der Erde und die kosmischen Katastrophen.
 Betrachtungen über die zukünftigen Schicksale unserer Erdenwelt 1902.
- Die Naturkräfte 1903.
- Der Mond. Unsere Nachbarwelt. 1905.
- Die Ägyptische Finsternis. (Erfahrungsbericht
 der Sonnenfinsternis am 30. August 1905 in Ägypten), 1905.
- Die Entstehung der Erde. 1907.
- Im Bannkreise der Vulkane. Ihre Entwicklungsgeschichte in
 Reiseschilderungen dargestellt 1907.
- Bewohnte Welten. 1909.
- Welt der Planeten. 1910.

#### На русском языке
- Астрономия: Ч. 1. История неба. Ч. 2. Солнце и звезды. Клеманс Ройе и проф. Мейер 1906
- В Новый свет — прежде и теперь. Сост. по «Eine Amerikafaht 1492 und 1892» von M. Wilhelm Meyer
- В разрушенной Мессине (статья в книге «Землетрясение в Калабрии и Сицилии» М.Горького) (1908 г.)
- Вселенная. Проф. М. В. Мейер
- Гибель мира. В. Мейер. Загл. ориг.: «Wie kann die welt einmal untergehen?»
- Жизнь на земле и небесных телах и её естественный конец. Проф. В. Мейер
- Жизнь природы: Картина физических и химических явлений (1896 г.)
- Законы небесной системы (1908 г.)
- Комета Галлея. Проф. В. Мейер
- Конец мира. Проф. В. Мейер Загл. ориг.: «Wie kann die welt einmal untergehen?» Пер. также под загл.: «Гибель земли, Гибель мира»
- Марс под наблюдением 1892—1894 годов. Wilhelm Meyer
- Мироздание: Астрономия в общепонятном изложении (1900 г.)
- Начало и конец мира (под ред. проф. Н. Каменьщикова) (1926 г.)
- Происхождение мира. В. Мейер. Загл. ориг.: «Weltschopfung». Пер. также под загл.: «Как возник мир».
- Происхождение органического мира. Сост. по: «Die Geschichte der Urwelt» Мейера
- Происхождение солнечной системы, земные и космические катастрофы. Проф. М. Вильгельм Мейер
- Сказки действительности: Очерки популярной астрономии. Соч. д-ра В. Мейера
- Тайны земных полюсов. Проф. М. В. Мейер.